# Henri Laffillée
Louis Henri Laffillée est un architecte français, architecte en chef des monuments historiques et architecte diocésain né à Paris le 3 avril 1859 et mort à Paris 16e le 2 mai 1947.

## Biographie
Henri Laffillée a été élève de l'École des Beaux-Arts, dans la promotion de 1876. Il a été l'élève de Charles Laisné et de Léon Ginain. Pendant sa scolarité, il a reçu le 1er prix Rougevin, le prix Chaudesaignes. Il est sorti diplômé de l'école en 1885.
En 1879, il est nommé inspecteur attaché aux travaux de la cathédrale de Reims, poste qu'il occupe jusqu'en 1885 au moins. Il est entré dans le Service des monuments historiques en 1890. Il a fait de nombreux relevés de peintures murales pour la Commission des monuments historiques. Il est nommé architecte en chef des monuments historiques en 1898. Il a été responsable des monuments historiques de la Lozère, de la Sarthe, de l'arrondissement de Sceaux, du Rhône, de la Loire, de l'Ain et de la Sainte-Chapelle.
Il participe à la restauration du château des Milandes pour Charles Auguste Claverie.
Il fait restaurer les voûtes de l'abbatiale Sainte-Foy de Conques en 1910
Il est l'architecte de l'immeuble d'habitation de la Société foncière lyonnaise, rue Poissonnière, Paris 2e construit en 1904-1905 selon des plans mettant en œuvre la technique de béton armé Hennebique.
Il a démissionné du service des monuments historiques en 1921.
Il a habité dans un hôtel particulier, situé au 43 rue de Beaune, à Paris 7e, qu'il a vendu à Gallimard pour y installer le siège de la NRF en 1929.

## Famille
Henri Laffillée est mariée à Jeanne Barbier (1852-1926), fille de Jules Barbier (1825-1901) et de Marie Renard (1827-1897), et sœur de Pierre Barbier,. Il est le père de l'architecte Jacques Laffillée.

## Publications
- avec Pierre Gélis-Didot, La peinture décorative en France du XIe au XVIe siècle, Librairie centrale d'architecture, 1889[9].
- Les peintures murales de l'église de Poncé, G. Fleury et A. Dangin, 1892
- Il a fait des dessins du château et le plan pour l'article du baron Fernand de La Tombelle, Le château de Castelnaud, dans Bulletin de la Société historique et archéologique du Périgord, 1918, p. 204-217, 245-259, 294-307 (lire en ligne)
- L'architecture et la décoration. De l'âge de pierre à nos jours. Évolution des formes, Les éditions historiques et religieuses, Paris, 1939, 3 tomes.

## Distinction
- Médaille de 2e classe en architecture au Salon des artistes français, en 1890.